# Giebułtów
Giebułtów este o arie protejată (sit de importanță comunitară — SCI) din Polonia întinsă pe o suprafață de 6,38 ha, integral pe uscat.

## Localizare
Centrul sitului Giebułtów este situat la coordonatele 50°23′52″N 20°10′03″E / 50.3979°N 20.1676°E.

## Înființare
Situl Giebułtów a fost declarat sit de importanță comunitară în octombrie 2009 pentru a proteja un număr necunoscut de specii din flora spontană și fauna sălbatică aflate în arealul zonei.

## Biodiversitate
Situată în ecoregiunea continentală, aria protejată conține 2 habitate naturale: Pajiști uscate seminaturale și facies de acoperire cu tufișuri pe substraturi calcaroase (Festuco-Brometalia) (* situri importante pentru orhidee), Păduri de stejar și carpen Galio-Carpinetum.
La baza desemnării sitului se află un număr nedeclarat de specii protejate.